# 다카라즈카 가극단 73기생
다카라즈카 가극단 73기생은 1985년에 다카라즈카 음악학교에 입학, 1987년에 다카라즈카 가극단에 입단한 42명을 가리킨다.

## 개요
초무대 연목은 유키구미 공연 「다카라즈카오도리찬가 / 사마르칸트의 붉은 장미」이다.

## 주요 학생

### OG
- 타쿠미 히비키 : 전 하나구미 톱스타
- 아마미 유키 : 전 츠키구미 톱스타
- 에마오 유우 : 전 유키구미 톱스타
- 시즈키 아사토 : 전 소라구미 톱스타
- 아사부키 미나미 : 전 츠키구미 여역
- 고죠 마이 : 전 유키구미 여역
- 아오야마 유키나 : 전 호시구미 여역

## 일람
| 예명            | 생일      | 출신지                       | 출신 학교                         | 예명의 유래                                 | 애칭                   | 역할 | 퇴단년도 | 비고                                            |
| --------------- | --------- | ---------------------------- | --------------------------------- | ------------------------------------------- | ---------------------- | ---- | -------- | ----------------------------------------------- |
| 青山雪菜        | 7월 19일  | 오사카부 오사카시 아사히구   | 오사카신아이죠가쿠인고등학교      | 「푸른 산맥」                               | 유키나                 | 여역 | 1990년   |                                                 |
| 아오야마 유키나 | 7월 19일  | 오사카부 오사카시 아사히구   | 오사카신아이죠가쿠인고등학교      | 「푸른 산맥」                               | 유키나                 | 여역 | 1990년   |                                                 |
| 麻央りつき      | 1월 24일  | 효고현 니시노미야시          | 고베쇼인죠시가쿠인                | 존경하는 사람이 선택                        | 시게노                 | 남역 | 1995년   |                                                 |
| 아사오 리츠코   | 1월 24일  | 효고현 니시노미야시          | 고베쇼인죠시가쿠인                | 존경하는 사람이 선택                        | 시게노                 | 남역 | 1995년   |                                                 |
| 朝吹南          | 7월 31일  | 사이타마현 사이타마시        | 사이타마현립우라와제1여자고등학교 | 존경하는 선생님이 명명                      | 요코                   | 여역 | 1994년   |                                                 |
| 아사부키 미나미 | 7월 31일  | 사이타마현 사이타마시        | 사이타마현립우라와제1여자고등학교 | 존경하는 선생님이 명명                      | 요코                   | 여역 | 1994년   |                                                 |
| 天路ゆか        | 6월 9일   | 효고현 고베시                | 고베카이세이죠시가쿠인            | 사카타 히로오가 명명                        | 텐                     | 남역 | 1991년   |                                                 |
| 아마지 유카     | 6월 9일   | 효고현 고베시                | 고베카이세이죠시가쿠인            | 사카타 히로오가 명명                        | 텐                     | 남역 | 1991년   |                                                 |
| 天海祐希        | 8월 8일   | 도쿄도 타이토구              | 키쿠하나고등학교                  | 아버지가 명명                               | 아마미, 유리           | 남역 | 1995년   |                                                 |
| 아마미 유키     | 8월 8일   | 도쿄도 타이토구              | 키쿠하나고등학교                  | 아버지가 명명                               | 아마미, 유리           | 남역 | 1995년   |                                                 |
| 彩夏ゆう        | 9월 13일  | 아이치현 카스가이시          | 아이치슈쿠토쿠고등학교            | 자기가 고안                                 | 히토미                 | 남역 | 1997년   |                                                 |
| 아야카 유우     | 9월 13일  | 아이치현 카스가이시          | 아이치슈쿠토쿠고등학교            | 자기가 고안                                 | 히토미                 | 남역 | 1997년   |                                                 |
| 一絵梨花        | 6월 20일  | 사이타마현 아사카시          | 슈쿠토쿠고등학교                  |                                             | 이치에                 | 여역 | 1991년   |                                                 |
| 이치에 리카     | 6월 20일  | 사이타마현 아사카시          | 슈쿠토쿠고등학교                  |                                             | 이치에                 | 여역 | 1991년   |                                                 |
| 卯城薫          | 11월 4일  | 도쿄도 미나토구              | 코지마치가쿠엔                    | 은사가 명명                                 | 유카                   | 남역 | 2000년   |                                                 |
| 우죠 카오루     | 11월 4일  | 도쿄도 미나토구              | 코지마치가쿠엔                    | 은사가 명명                                 | 유카                   | 남역 | 2000년   |                                                 |
| 絵麻緒ゆう      | 9월 17일  | 도쿄도 메구로구              | 메구로세이비가쿠엔고등학교        | 숙부 야시로 세이이치가 명명                 | 분짱                   | 남역 | 2002년   | 조카 마리야 토모코 (66) 올케 하나부사 리오 (69) |
| 에마오 유우     | 9월 17일  | 도쿄도 메구로구              | 메구로세이비가쿠엔고등학교        | 숙부 야시로 세이이치가 명명                 | 분짱                   | 남역 | 2002년   | 조카 마리야 토모코 (66) 올케 하나부사 리오 (69) |
| 大伴れいか      | 1월 5일   | 도쿄도 카츠시카구            | 공립여자고등학교                  | 크게 여러 가지 일들이 동반하여 갈 수 있도록 | 미오                   | 남역 | 2008년   |                                                 |
| 오오토모 레이카 | 1월 5일   | 도쿄도 카츠시카구            | 공립여자고등학교                  | 크게 여러 가지 일들이 동반하여 갈 수 있도록 | 미오                   | 남역 | 2008년   |                                                 |
| 小月さゆる      | 3월 30일  | 나라현 나라시                | 키타야마토고등학교                | 존경하는 선생님이 명명                      | 마아사, 마미           | 남역 | 1993년   |                                                 |
| 오즈키 사유리   | 3월 30일  | 나라현 나라시                | 키타야마토고등학교                | 존경하는 선생님이 명명                      | 마아사, 마미           | 남역 | 1993년   |                                                 |
| 甲斐千ひろ      | 1월 16일  | 효고현 다카라즈카시          | 코마자와가쿠엔여자고등학교        | 어머니의 예명                               | 미호, 미포리-나        | 여역 | 1996년   | 어머니 카이 치즈루 (46)                         |
| 카이 치히로     | 1월 16일  | 효고현 다카라즈카시          | 코마자와가쿠엔여자고등학교        | 어머니의 예명                               | 미호, 미포리-나        | 여역 | 1996년   | 어머니 카이 치즈루 (46)                         |
| 和宏樹          | 2월 26일  | 효고현 니시노미야시          | 니시노미야키타고등학교            | 존경하는 선생님이 명명                      | 얏칭                   | 남역 | 1989년   |                                                 |
| 카즈 히로키     | 2월 26일  | 효고현 니시노미야시          | 니시노미야키타고등학교            | 존경하는 선생님이 명명                      | 얏칭                   | 남역 | 1989년   |                                                 |
| 葛城七穂        | 12월 20일 | 아이치현 나고야시            | 난잔고등학교                      | 존경하는 선생님이 명명                      | 핫시-                  | 남역 | 1997년   |                                                 |
| 카츠라기 나나호 | 12월 20일 | 아이치현 나고야시            | 난잔고등학교                      | 존경하는 선생님이 명명                      | 핫시-                  | 남역 | 1997년   |                                                 |
| 叶千穂          | 10월 24일 | 카나가와현 요코하마시 나카구 | 요코하마시립카나자와고등학교      | 존경하는 선생님이 명명                      | 후미짱                 | 여역 | 1994년   |                                                 |
| 카노 치호       | 10월 24일 | 카나가와현 요코하마시 나카구 | 요코하마시립카나자와고등학교      | 존경하는 선생님이 명명                      | 후미짱                 | 여역 | 1994년   |                                                 |
| 花帆ひかる      | 11월 22일 | 효고현 고베시 타루미구       | 아시야가쿠엔                      | 자기가 고안                                 | 미사코, 스엣짱         | 여역 | 1991년   |                                                 |
| 카호 히카루     | 11월 22일 | 효고현 고베시 타루미구       | 아시야가쿠엔                      | 자기가 고안                                 | 미사코, 스엣짱         | 여역 | 1991년   |                                                 |
| 北山里奈        | 10월 14일 | 도쿄도 코가네이시            | 고쿠분지고등학교                  | 부모님과 고안                               | 나카네짱               | 남역 | 1991년   |                                                 |
| 키타야마 리나   | 10월 14일 | 도쿄도 코가네이시            | 고쿠분지고등학교                  | 부모님과 고안                               | 나카네짱               | 남역 | 1991년   |                                                 |
| 五条まい        | 10월 1일  | 미야자키현 니치난시          | 카와우치준신여자고등학교          | 존경하는 선생님이 명명                      | 치카, 치-보            | 남역 | 1991년   | 후에 여역 전환                                  |
| 고죠 마이       | 10월 1일  | 미야자키현 니치난시          | 카와우치준신여자고등학교          | 존경하는 선생님이 명명                      | 치카, 치-보            | 남역 | 1991년   | 후에 여역 전환                                  |
| 木南あづさ      | 12월 26일 | 오사카부 카시와라시          | 히가시오사카고등학교              | 아버지가 명명                               | 코나미, 아즈사, 아즈짱 | 여역 | 1996년   |                                                 |
| 코나미 아즈사   | 12월 26일 | 오사카부 카시와라시          | 히가시오사카고등학교              | 아버지가 명명                               | 코나미, 아즈사, 아즈짱 | 여역 | 1996년   |                                                 |
| 姿月あさと      | 3월 14일  | 오사카부 오사카시            | 요도가와중학교                    | 존경하는 사람이 선택                        | 즌코                   | 남역 | 2000년   |                                                 |
| 시즈키 아사토   | 3월 14일  | 오사카부 오사카시            | 요도가와중학교                    | 존경하는 사람이 선택                        | 즌코                   | 남역 | 2000년   |                                                 |
| 朱未知留        | 3월 21일  | 야마나시현 코후시            | 야마나시에이와가쿠인              | 야시로 세이이치가 명명                      | 앗코짱                 | 여역 | 1996년   |                                                 |
| 슈 미치루       | 3월 21일  | 야마나시현 코후시            | 야마나시에이와가쿠인              | 야시로 세이이치가 명명                      | 앗코짱                 | 여역 | 1996년   |                                                 |
| 白帆まり        | 1월 10일  | 도쿄도 후츄시                | 후지무라여자고등학교              | 지인이 명명                                 | 쿗쿄                   | 여역 | 1995년   |                                                 |
| 시라호 마리     | 1월 10일  | 도쿄도 후츄시                | 후지무라여자고등학교              | 지인이 명명                                 | 쿗쿄                   | 여역 | 1995년   |                                                 |
| 苑ななみ        | 10월 23일 | 효고현 아시야시              | 고베카이세이죠시가쿠인            | 가족이 고안                                 | 나나미                 | 여역 | 1992년   |                                                 |
| 소노 나나미     | 10월 23일 | 효고현 아시야시              | 고베카이세이죠시가쿠인            | 가족이 고안                                 | 나나미                 | 여역 | 1992년   |                                                 |
| 大河れん        | 10월 5일  | 카나가와현 야마토시          | 후지사와고등학교                  | 다이 코우가에서 지인이 명명                 | 스-쿤, 렌              | 남역 | 1992년   |                                                 |
| 타이가 렌       | 10월 5일  | 카나가와현 야마토시          | 후지사와고등학교                  | 다이 코우가에서 지인이 명명                 | 스-쿤, 렌              | 남역 | 1992년   |                                                 |
| 鷹悠貴          | 5월 25일  | 쿠마모토현 쿠마모토시        | 쇼에이죠시가쿠인고등학교          | 자기가 고안                                 | 유미                   | 남역 | 1997년   | 딸 아라시노 신 (104)                            |
| 타카 유키       | 5월 25일  | 쿠마모토현 쿠마모토시        | 쇼에이죠시가쿠인고등학교          | 자기가 고안                                 | 유미                   | 남역 | 1997년   | 딸 아라시노 신 (104)                            |
| 匠ひびき        | 8월 31일  | 효고현 이타미시              | 텐노지가와중학교                  |                                             | 챠-리-                 | 남역 | 2002년   |                                                 |
| 타쿠미 히비키   | 8월 31일  | 효고현 이타미시              | 텐노지가와중학교                  |                                             | 챠-리-                 | 남역 | 2002년   |                                                 |
| 千歳まなぶ      | 6월 29일  | 도쿄도 세타가야구            | 도쿄도립묘쇼고등학교              | 자기가 고안                                 | 치토                   | 남역 | 2000년   |                                                 |
| 치토세 마나부   | 6월 29일  | 도쿄도 세타가야구            | 도쿄도립묘쇼고등학교              | 자기가 고안                                 | 치토                   | 남역 | 2000년   |                                                 |
| 夏城令          | 10월 7일  | 효고현 니시노미야시          | 코난죠시가쿠엔                    | 존경하는 선생님이 명명                      | 칸나                   | 남역 | 1996년   |                                                 |
| 나츠시로 레이   | 10월 7일  | 효고현 니시노미야시          | 코난죠시가쿠엔                    | 존경하는 선생님이 명명                      | 칸나                   | 남역 | 1996년   |                                                 |
| 二条ゆずる      | 1월 31일  | 오사카부 하비키노시          | 묘조가쿠인고등학교                | 아버지 친구가 명명                          | 웃챠만                 | 여역 | 1994년   |                                                 |
| 니죠 유즈루     | 1월 31일  | 오사카부 하비키노시          | 묘조가쿠인고등학교                | 아버지 친구가 명명                          | 웃챠만                 | 여역 | 1994년   |                                                 |
| 希佳            | 3월 17일  | 효고현 니시노미야시          | 니시노미야시립카와라기중학교      | 성명판단                                    | 쥬리                   | 남역 | 1998년   |                                                 |
| 노조미 케이     | 3월 17일  | 효고현 니시노미야시          | 니시노미야시립카와라기중학교      | 성명판단                                    | 쥬리                   | 남역 | 1998년   |                                                 |
| 浜汐花          | 11월 13일 | 도쿄도 후츄시                | 키치죠여자고등학교                | 부모님과 고안                               | 시오카, 준짱           | 여역 | 1995년   |                                                 |
| 하마 시오카     | 11월 13일 | 도쿄도 후츄시                | 키치죠여자고등학교                | 부모님과 고안                               | 시오카, 준짱           | 여역 | 1995년   |                                                 |
| 浜風愛          | 11월 7일  | 도쿄도 세타가야구            | 세이신죠시가쿠인 고등과           | 부모님과 고안                               | 마키                   | 여역 | 1990년   |                                                 |
| 하마카제 아이   | 11월 7일  | 도쿄도 세타가야구            | 세이신죠시가쿠인 고등과           | 부모님과 고안                               | 마키                   | 여역 | 1990년   |                                                 |
| 広希さち        | 10월 14일 | 효고현 아마가사키시          | 코시엔가쿠인                      | 자기가 고안                                 | 타쿠                   | 남역 | 1991년   |                                                 |
| 히로키 사치     | 10월 14일 | 효고현 아마가사키시          | 코시엔가쿠인                      | 자기가 고안                                 | 타쿠                   | 남역 | 1991년   |                                                 |
| 松波美鶴        | 2월 19일  | 효고현 니시노미야시          | 고베쇼인죠시가쿠인                | 존경하는 선생님이 명명                      | 미츠루, 밋짱, 미와     | 남역 | 1996년   |                                                 |
| 마츠나미 미츠루 | 2월 19일  | 효고현 니시노미야시          | 고베쇼인죠시가쿠인                | 존경하는 선생님이 명명                      | 미츠루, 밋짱, 미와     | 남역 | 1996년   |                                                 |
| 毬花なみ        | 4월 22일  | 효고현 니시노미야시          | 아시야가쿠엔                      |                                             | 나미, 치요             | 여역 | 1996년   |                                                 |
| 마리카 나미     | 4월 22일  | 효고현 니시노미야시          | 아시야가쿠엔                      |                                             | 나미, 치요             | 여역 | 1996년   |                                                 |
| 美鈴りり花      | 2월 25일  | 아이치현 나고야시            | 스기야마죠가쿠엔                  |                                             | 리리카                 | 여역 | 1995년   |                                                 |
| 미스즈 리리카   | 2월 25일  | 아이치현 나고야시            | 스기야마죠가쿠엔                  |                                             | 리리카                 | 여역 | 1995년   |                                                 |
| 路あかり        | 7월 1일   | 효고현 아시야시              | 캐네디언 아카데미                 | 존경하는 선생님이 명명                      | 리사                   | 여역 | 1990년   |                                                 |
| 미치 아카리     | 7월 1일   | 효고현 아시야시              | 캐네디언 아카데미                 | 존경하는 선생님이 명명                      | 리사                   | 여역 | 1990년   |                                                 |
| 湊きらら        | 11월 27일 | 도쿄도 시나가와구            | 도쿄죠가쿠칸                      | 자란 지역인 요코하마의 항구                 | 엣짱                   | 여역 | 1991년   |                                                 |
| 미나토 키라라   | 11월 27일 | 도쿄도 시나가와구            | 도쿄죠가쿠칸                      | 자란 지역인 요코하마의 항구                 | 엣짱                   | 여역 | 1991년   |                                                 |
| 森央かずみ      | 12월 15일 | 오사카부 모리구치시          | 성모여학원고등학교                | 가족이 고안                                 | 카즈미                 | 여역 | 2004년   |                                                 |
| 모리오 카즈미   | 12월 15일 | 오사카부 모리구치시          | 성모여학원고등학교                | 가족이 고안                                 | 카즈미                 | 여역 | 2004년   |                                                 |
| 諸鳥あい        | 5월 7일   | 도쿄도 세타가야구            | 오오츠마고등학교                  | 존경하는 선생님이 명명                      | 치요미, 치-            | 여역 | 1996년   |                                                 |
| 모로토리 아이   | 5월 7일   | 도쿄도 세타가야구            | 오오츠마고등학교                  | 존경하는 선생님이 명명                      | 치요미, 치-            | 여역 | 1996년   |                                                 |
| 有未れお        | 6월 25일  | 오카야마현 오카야마시        | 오카야마소잔고등학교              | 가족이 고안                                 | 사오리, 유-미          | 남역 | 1996년   |                                                 |
| 유미 레오       | 6월 25일  | 오카야마현 오카야마시        | 오카야마소잔고등학교              | 가족이 고안                                 | 사오리, 유-미          | 남역 | 1996년   |                                                 |
| 雪乃まり絵      | 7월 3일   | 도쿄도 네리마구              | 카와무라가쿠엔                    | 자기가 고안                                 | 나기사                 | 여역 | 1991년   | 딸 나노하 미토 (104)                            |
| 유키노 마리에   | 7월 3일   | 도쿄도 네리마구              | 카와무라가쿠엔                    | 자기가 고안                                 | 나기사                 | 여역 | 1991년   | 딸 나노하 미토 (104)                            |